# Edgar Alain Mébé Ngo'o
Edgar Alain Mébé Ngo'o (nascido em 22 de janeiro de 1957 em Sangmélima, no departamento de Dja-et-Lobo, Região Sul) é um político camaronês que ocupou vários cargos no governo de Camarões. Foi prefeito, diretor do gabinete civil da presidência da República, delegado-geral para a Segurança Nacional (chefe da polícia nacional) de 2004 a 2009, ministro delegado à presidência da República responsável pela Defesa (Ministro da Defesa) de 2009 a 2015 e, em seguida, Ministro dos Transportes de outubro de 2015 a março de 2018.

## Prisão
Em 12 de março de 2019, sua casa foi revistada pela polícia, e ele foi preso, aguardando julgamento pelo Tribunal Penal Especial. Permaneceu encarcerado na Prisão Central de Kondengui.
Em janeiro de 2023, foi condenado pelo Tribunal Penal Especial a trinta anos de prisão por apropriação indébita de recursos públicos, corrupção, extorsão e lavagem de dinheiro. O desvio de fundos é estimado em 23 bilhões de francos CFA. Sua esposa, Bernadette, também foi condenada a dez anos de prisão.